# Wesseling
Wesseling é uma cidade da Alemanha, localizado distrito do Reno-Erft, Renânia do Norte-Vestfália.